# Magyarországi görögök
A magyarországi görög kisebbség a görög diaszpóra egyik részeként több hullámban érkezett a Kárpát-medencébe. A független Görögország létrejöttét megelőzően a Bizánci Birodalom az, amely a magyar–görög kapcsolatokat jelenti.

## Magyar–bizánci kapcsolatok
A magyarság ősei – görög hittérítők jóvoltából – már jóval a honfoglalás előtt állandó kapcsolatban voltak a kereszténységgel, helyesebben annak bizánci formájával. A szláv népek két nagy apostola, Szent Cirill és Szent Metód találkoztak az etelközi magyarokkal.

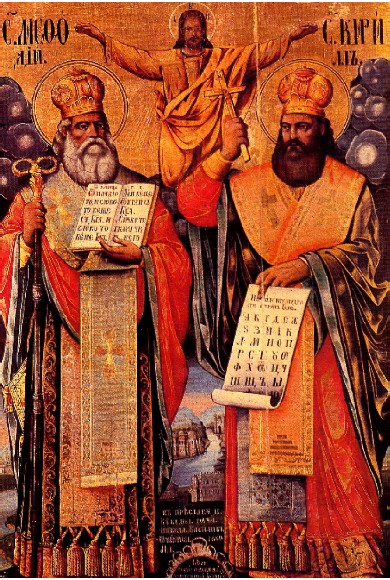
Szent Cirill és Szent Metód

„Visszatérvén pedig a Filozófus a maga útjára. És amikor az elő óra imáit mondta, megtámadták őt az ugorok, farkasok módjára üvöltvén, meg akarták őt ölni. ő azonban nem ijedt meg, és nem hagyta félbe az imádságát sem, csak egy Kürie eleiszont mondott, mert már befejezte az ájtatoskodást. Amazok pedig rátekintvén, Isten rendeléséből megszelídültek és elkezdtek hajlongani előtte. És meghallgatván intő szavait, elengedték őt egész kíséretével. … Midőn pedig megérkezett (ti. Metód) a Duna tájékára, egy ugor király látni akarta őt. És bár egyesek azt mondták, hogy nem fog tőle baj nélkül megszabadulni, ő mégis elment hozzá. A király pedig mint főpapot illik, tisztelettel, ünnepélyesen és örömmel fogadta. És beszélgetvén vele, ahogy ilyen méltóságú emberekkel illik beszélgetni, megölelte és megcsókolta őt és megajándékozván nagy ajándékokkal, ezekkel a szavakkal bocsátotta el: Emlékezzél meg mindig rólam tisztelendő atyám szent imáidban.”

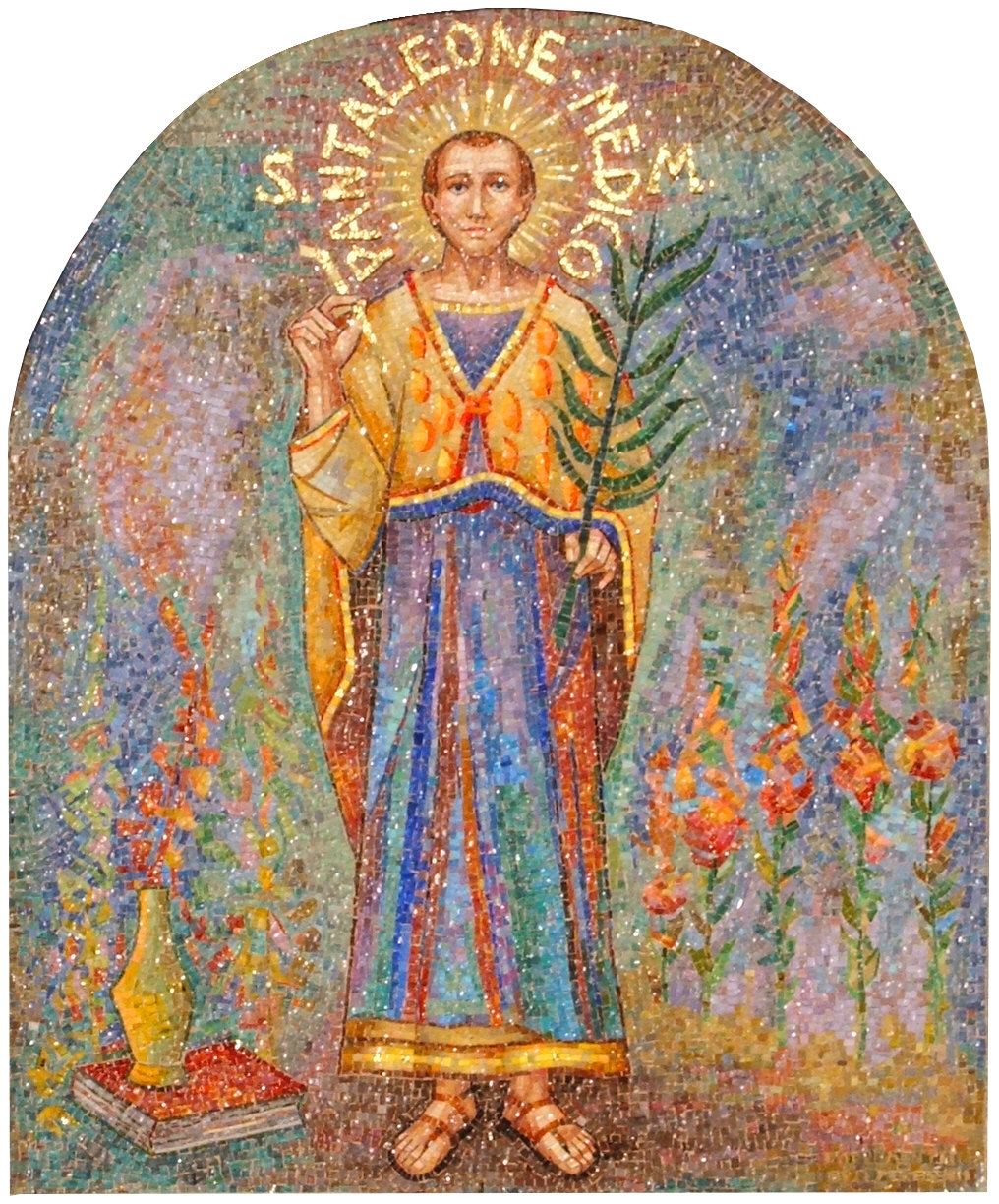
Szent Pantaleon

A magyar–bizánci görög nyelvi kapcsolat néhány évtizeddel a honfoglalás előtt kezdődött. Ebből a kapcsolatból származik néhány olyan bizánci görög kifejezés, mint a hártya, paripa, szamár stb.
A bizánci rítusú kereszténység szabadon működhetett az Árpád-korban, érkeztek hittérítők Bizáncból is. Erre utal pl. Pentele neve. Egy görög szent, Panteleimon nevéből alakult ki. Szent Panteleimon tiszteletére görög rítusú, azaz ortodox monostort alapítottak itt a Duna szigetén az Árpád-kor elején az Andornak-nemzetség tagjai. Ennél a névnél is egyértelmű, a görög Andronikosz áll a háttérben.

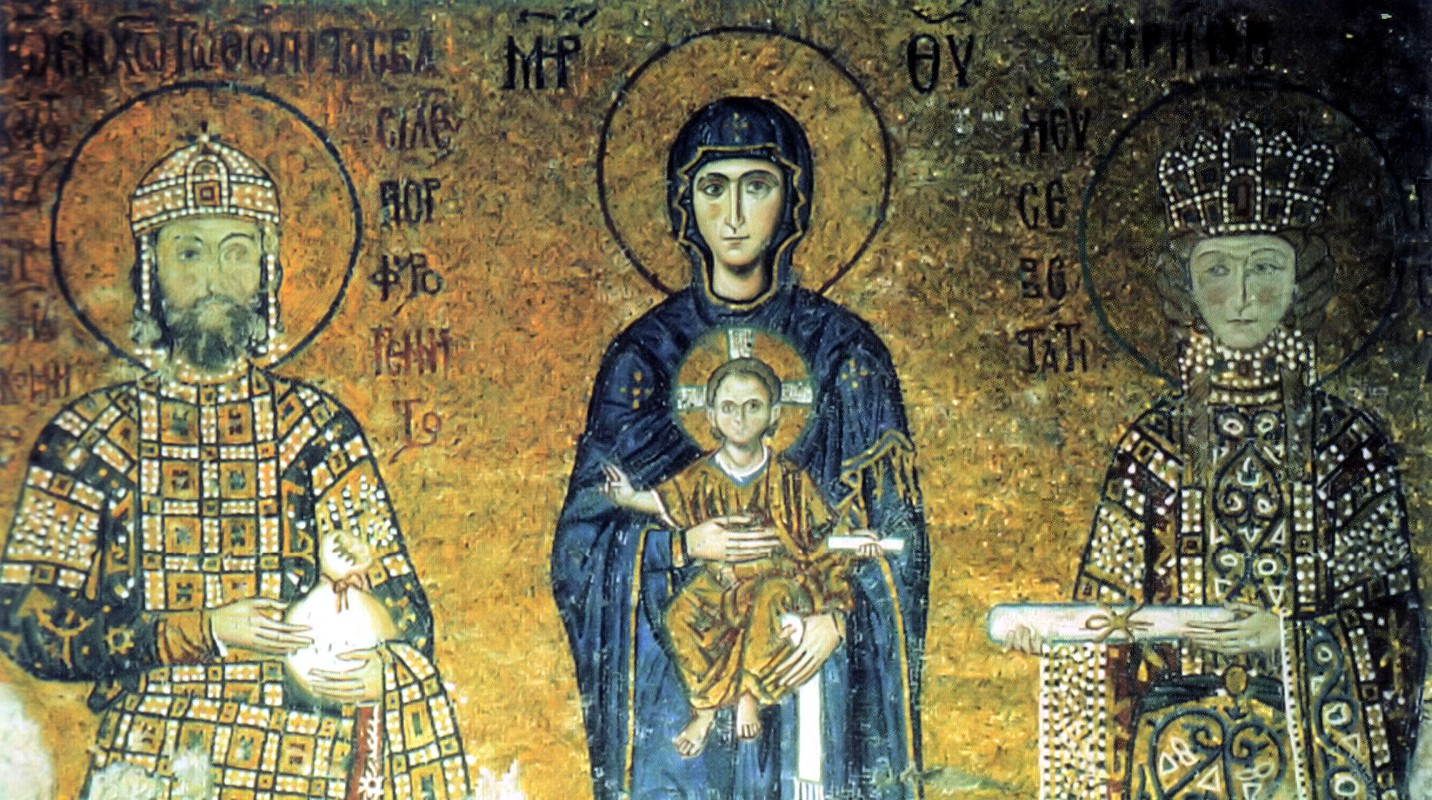
II. János bizánci császár és Piroska

Hierotheosz görög szerzetes volt a magyarok első keresztény püspöke, a délkeleti területeken működött elsősorban. Az első kolostorok az egyházszakadás (1054) után is görög szerzetesek munkáját dicsérik. A Szent Gellért-legenda szerint Ajtony vezér „Maros városában monostort épített Keresztelő Szent János tiszteletére. Apátot helyezvén abba, görög barátokkal, az ő törvényük és szertartásuk szerint.” De az Árpádok uralkodása idején nem csak délkeleten, hanem az egész országban létesültek görög kolostorok-monostorok, ez a Szent Istvántól származó, a veszprémvölgyi monostor görög nyelvű okleveléből is kiderül:„Az Atyának, a Fiúnak és a Szentléleknek nevében. Én, István, keresztény s egész Hungria királya, miután létesítettem, felállítottam és berendeztem a szentséges Istenanya veszprémi, érseki monostorát, s összegyűjtöttem benne apácák seregét a magam, nőm és gyermekeim, valamint egész Pannonia lelki üdvéért, így rendelkezem. Ajándékozok ennek a monostornak 9 falut földestül együtt…”
Viszont mégsem a bizánci rítusú kereszténység lett államvallás, mert a bizánci istencsászárok fennhatósága és felsőbbrendűsége (cezaropapizmus) idegen volt a magyar uralkodóktól. A magyar királyok csak a XII. századtól mondtak le – igaz többször is, mert nemigen tartották be – a főpapok kinevezési jogáról a pápa javára. A függetlenség, a szuverenitás mindennél fontosabb volt.
I. Komnénosz János bizánci császár egy ízben azt mondotta Iréne császárnénak, Szent László király Piroska nevű leányának, aki csak kislány korában tanult meg magyarul a lengyel anya mellett, hogy Magyarország Bizánc hűbérese, mire Piroska ezt valótlanságnak nevezte. János császár ekkor megverte a magyar királylányt, a görög császárnét. Ezért III. Béla király sem habozott száműzni szülőanyját, az orosz Eufrozinát, amiért nem tisztelte a királyi hatalmát.
A bizánciak egyrészt támogatták a magyar trónkövetelőket a trónviszályokban a német császár jelöltjeivel szemben. Könyves Kálmán törvénytelen fia: Borisz herceg 1146-ban Bizánctól kapott aranyakért német földön zsoldosokat toborzott, III. Konrád német király tudtával. Zsoldos seregével sikerült is Pozsony várát elfoglalnia. II. Géza katonái azonban hamarosan kikergették onnan.
Borisz továbbra is szőtte hatalomért folyó ármánykodásait és 1147-ben titokban csatlakozott a francia király seregéhez, amikor a második keresztes hadjárat seregei átvonultak Magyarországon. II. Géza király, amikor értesült erről, kérte Borisz kiadatását VII. Lajos francia királytól, akivel barátságban volt, mert fiának, Istvánnak ugyanis ő volt a keresztapja. A király nem akarta kiadni a hozzá kegyelemért rimánkodó Boriszt, aki viszont látta, hogy élete veszélyben van, ellopta a király egyik lovát és elmenekült Bizáncba, ahol felesége és két gyermeke élt.
1149-től egészen 1155-ig háborúk sokaságát vívta az ország mind orosz földön, mind a Bizánci Birodalommal szemben. II. Géza 1146-ban Msztyiszlav kijevi nagyfejedelem leányát Eufrozinát vette feleségül. Négy év leforgása alatt hat alkalommal nyújtott segítséget sógorának Izjaszlávnak, Eufrozina bátyjának. Szinte párhuzamosan, egyidőben zajlottak a magyar-bizánci összecsapások is. Borisz, aki szívósan küzdött a magyar trónért, a bizánci haderő egyik seregének vezéreként újra felbukkant. Az egyik Al-Duna menti ütközetben azonban életét vesztette. Fiai már nem folytatták apjuk trónkövetelő politikáját, és így Borisz halálával végleg elhárult a magyar trónt fenyegető „jelképes” veszedelem.

### Dinasztikus kapcsolatok
- I. László király lányát, Piroskát kérte feleségül Alexiosz Komménosz császár a fiának, Joannesnek, akit halála után annak fia, Manuel követett a trónon.
- A magyar herceg, a későbbi III. Béla, III. István király öccse, majdnem bizánci császár lett. Mánuel az udvarába hozatta Bélát, eljegyezte lányával, Máriával, és a despotesz címet adta neki, ami rögtön a császár után következett, uralkodásra készítette és trónörökössé tette. Ez a terv meghiúsult, mert Mánuelnek fia született, így Béla herceg trónra kerülése esélye elveszett.

## Az első telepesek
Görögök a karlócai béke (1699) után nagyobb számban kerültek Magyarországra, eredetileg mint török alattvalók, mert nálunk kedvező adófizetési feltételek mellett kereskedhettek. Foglalkoztak a dohány-, bor-, szarvasmarha- és gabonakereskedelemmel, de érdekeltek voltak a sószállításban és a faúsztatásban is. Telepeiket a főbb kereskedelmi útvonalak mentén hozták létre, legnagyobb számban Pesten, Miskolcon és Kecskeméten és Szegeden, Szentesen, Karcagon, Győrben, Vácon, Balassagyarmaton éltek. Ezeken az útvonalakon állandó pihenőhelyek várták a kereskedőket, ezek emlékét őrzik többek közt a „Görögszállás”, „Görögtanya” helységnevek. Egy-egy sikeres út után a karavánok „arannyal teli zsákokkal” tértek haza. Görög kereskedő nyitotta meg az első szegedi kávéfőzdét 1739-ben, 1839-ben Szeged díszpolgárává fogadta a görög származású báró Sina Györgyöt a pesti árvízkárosultaknak nyújtott segítségéért.

## A második betelepülési hullám

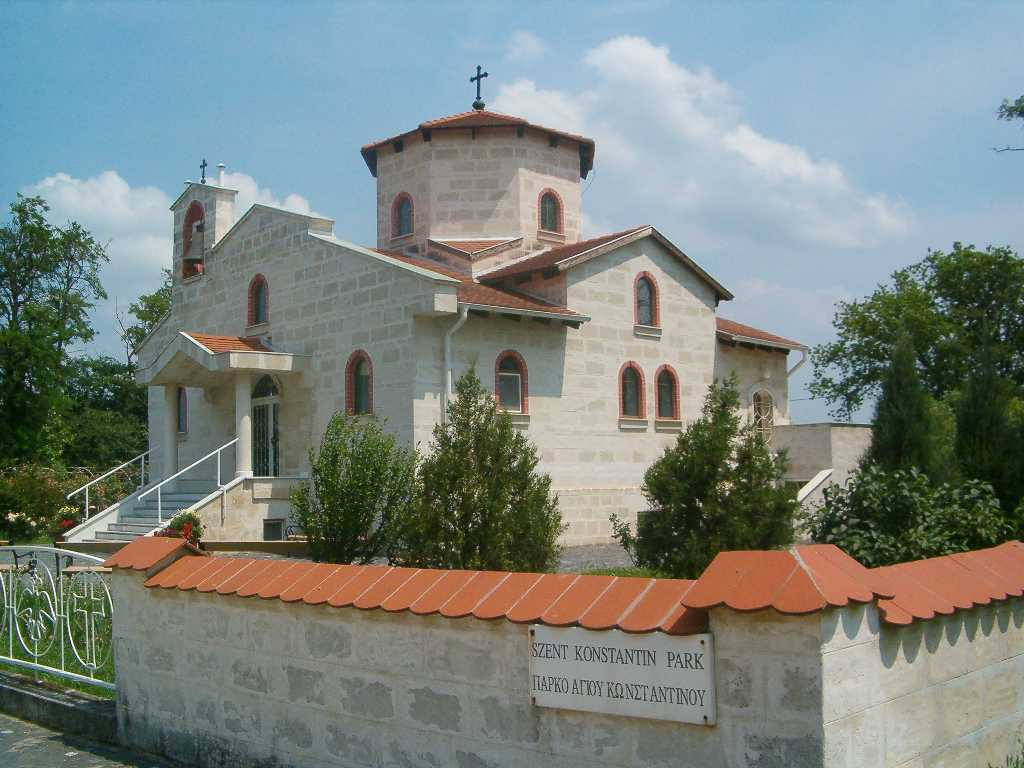
Beloiannisz

A második világháború után véres polgárháború tört ki Görögországban. 1946-ban visszaállították a királyságot, és a hatalomra jutott katonai diktatúra terrorja miatt sok antifasiszta kényszerült otthonát elhagyni.
A felnőttekkel együtt kb. ötezer gyermek is távozott Bulgáriába, Jugoszláviába, és onnan sokan települtek át Magyarországra.
Hazánk a közel 7000 görög menekültet befogadta (egy részük macedón volt), akik 263 görög településről származtak. Ahogy számuk emelkedett, elhelyezésük és ellátásuk igen sok problémát okozott: a Hortobágyon Mezőhegyesen, majd Budapesten, a Kőbányai úton, Balatonfüreden, Almádiban, Nagymágocson, Békéscsabán kaptak ideiglenes szállást. A gyerekeket nyilvántartásba vették Székesfehérváron, majd onnét Balatonkenesére, Fehérvárcsurgóra és Dégre kerültek gyermekotthonokba. 1950-ben a Kőbányai út és Hungária körút sarkán lévő dohányraktárt és gyárat alakították át, és oda helyeztek ideiglenesen körülbelül 400 görög családot. Egy-egy család 6–12 négyzetméteres, komfort nélküli szobában élt, majdnem 25 családra jutott egy közös konyha, mellékhelyiségek. Ebben a zárt világú dohánygyári kolóniában zajlottak a Budapesten elhelyezett görögök ünnep- és hétköznapjai. A dohánygyári gyerekek számára hozták létre a „Manolisz Glezosz" iskolát.
Ercsi község szomszédságában, közel a vasúthoz, volt egy olyan terület, ahová alkalmasnak látták egy tömbbe telepíteni a menekülteket olcsón és gyorsan. Petridisz Nikosz görög mérnök is bekapcsolódott a tervezésbe, így született meg Beloiannisz falu 301 egyszobás, 117 kétszobás lakás készült el. Itt az utcákat a lakosság javaslatai alapján általában görög hősökről nevezték el: Paparigászról, Élektráról, Delcsevről, Gavrilidiszről, Sztefanosz Szarafiszról.

## Visszatérés a szülőföldre
- 1954-ben többen visszatértek Görögországba, de a többség itt maradt. 1954. március 19-éig 853 fő települt vissza Magyarországról.
- 1982-ben volt a második hazatelepedési hullám. Akik ez után itt maradtak, többségükben felvették a magyar állampolgárságot.

## Szervezeteik
- Magyarországi Görögök Kulturális Egyesülete (1982)
- Görög Országos Önkormányzat (1995); 2007-től Magyarországi Görögök Országos Önkormányzata
- Görög Kulturális Központ, Kecskemét
- A Görög Kultúráért Alapítvány (2001) (www.greekfoundation.hu)
- Görög Ifjúsági Egyesület (2001)
- Kariatidák Görög–Magyar Nők Egyesülete (2001)
- Magyarországi Görögök Kutatóintézete (2003)
- 12 Évfolyamos Kiegészítő Görög Nyelvoktató Iskola (2004)
- Helidonaki Görög Hagyományőrző Gyermek és Ifjúsági Táncegyüttes (1996)

## Híres magyarországi görögök
- Babanaszisz Ziszisz vívó olimpikon
- Dimanopulu Afrodité színművésznő
- Dimulász Miklós színművész
- Fokasz Nikosz szociológus  Archiválva 2008. október 25-i dátummal a Wayback Machine-ben
- Galanisz Nikandrosz válogatott jégkorongozó
- Galbenisz Tomasz színművész
- Dimitriosz Hadzisz (1913–1981) író, újságíró, novellista, egyetemi tanár
- Kollonay Zoltán zongoraművész
- Iliász Nikolász magyar válogatott vívó
- Joanidis Jorgos Elektronikus zenész (apai ágon görög, anyai ágon magyar)
- Lazaridisz Szokratesz labdarúgó
- Lyka Károly művészettörténész
- Makrisz Agamemnon szobrász  Archiválva 2008. október 24-i dátummal a Wayback Machine-ben
- Manno Miltiades sportoló, festő, szobrász
- Margó Tivadar akadémikus
- Nagy Alekosz celeb
- Papadimitriu Athina színésznő
- Partics Katalin öttusázó olimpikon
- Petridisz Hrisztosz színművész
- Popgeorgiev Pantelis labdarúgó (anyai ágon görög, apai ágon bolgár)
- Hondromatidisz Rigasz szobrász
- Sarantis Mantzourakis Előadóművész, zenész
- Sina György bankár, nagybirtokos, mecénás
- Sina Simon földbirtokos, diplomata, mecénás
- Stefanidu Janula énekes
- Szabó Margaréta színművésznő
- Szamara Eleni (Görög Athéna) újságíró
- Szideropulu Niki vívó olimpikon
- Szidiropulosz Archimédesz történész, szociológus, Trianonkutató  Archiválva 2016. február 6-i dátummal a Wayback Machine-ben
- Sztefanu Sztefanosz szobrász
- Teleki Pál miniszterelnök (anyai ágon görög származású volt, édesanyja Muráti Irén volt)
- Teodoru Vaszilisz labdarúgó, edző
- Teodoru Borisz labdarúgó
- Trokán Anna színművésznő
- Trokán Nóra színművésznő
- Tzortzoglou Jorgosz zenész, festőművész
- Zavirasz György (Zabiras, Georgios) kereskedő, a pesti görög egyház könyvtárának alapítója
- Zizisz Tanaszisz tornász, edző

## Emlékhelyek, szobrok
- Egykori magyarországi görög polgárok emlékműve Budapest, a Petőfi téri magyar ortodox templom előtt.

## Sajtó
- ELLINISMOS / ΕΛΛΗΝΙΣΜΟΣ A magyarországi görög kisebbségi önkormányzat tájékoztató kiadványa Όργανο των Αυτοδιοικήσεων Ελλήνων Ουγγαρίας
- KAFENIO / ΚΑΦΕΝΕΙΟ Az Országos Görög Önkormányzat kulturális folyóirata
- Πολιτιστικό περιοδικό της Αυτοδιοίκησης Ελλήνων Ουγγαρίας